# Øystein Olsen
Øystein Olsen (8 de enero de 1952) es un funcionario público noruego, y desde el 1 de enero de 2011, gobernador del Banco de Noruega, sucediendo a Svein Gjedrem en esa posición.
Olsen obtuvo en 1977 el cand.oecon. por la Universidad de Oslo.
Antes de ser gobernador del Banco Central fue el director de la Oficina Central de Estadísticas de Noruega (SSB, por sus siglas en noruego). Asumió este cargo el 1 de enero de 2005, sucediendo a Svein Longva. Dicha posición tiene un término fijo de seis años. También ha trabajado anteriormente en la SSB como investigador, investigador y jefe del grupo de Petróleo y energía de 1977 a 1990. Después de un año en ECON, Centro de Análisis Económico, Olsen regresó a la SSB como director de investigación entre los años 1991 a 1994. De 1996 a 1999 fue nombrado director de investigación y director del departamento de investigación en el mismo lugar. A partir de 1999 hasta convertirse en director de la SSB, fue secretario adjunto en el Departamento de Economía del Ministerio noruego de Finanzas.
De 1993 a 1998 fue profesor adjunto en la Escuela de negocios de Noruega.
Fue miembro de la junta directiva de la Universidad de Oslo durante dos años.